# Jægerstenalder
Jægerstenalder omfatter både ældste stenalder og ældre stenalder. Jægerstenalder i Danmark spænder fra ca. 12.800 f.Kr. til år 3.900 f.Kr. Navnet markerer de økonomisk-sociale forhold, som datidens mennesker havde. 
Betegnelsen jæger-stenalder markerer modsætningen til senere tiders landbrugs-orienterede kulturer. Betegnelsen blev indført i dansk i 1972 af arkæologen og redaktøren Harald Andersen, da tidsskriftet "Skalk" lavede en fornyelse af den tidstavle, tidsskriftet indplacere artiklerne i i bladet, i stedet for den tidligere benævnelse "ældre stenalder" i modsætning til bondestenalder (tidligere: "yngre stenalder").
- I ældste stenalder var Danmark stadig i den sidste del af Weichsel-istiden – den senglaciale fase. Danmark var dækket af tundra eller parktundra, og de forskellige jægerkulturer var afhængige af at kunne jage rensdyr. Fra den første del af ældste stenalder (ældste dryas, bøllingtid og ældre dryas) kendes hovedsageligt kulturer med meget få efterladenskaber i Danmark – kulturer der af samme grund er opkaldt efter tyske lokaliteter, f.eks. hamburgkultur.
- Fra den senere del af ældste stenalder (allerødtiden) kendes den danske brommekultur, der også var rensdyrjægere.
- Starten på ældre stenalder svarer nogenlunde til at Danmark langsomt blev dækket af skov i præboreal tid og boreal tid. Herfra kendes de danske skovjægerkulturer: maglemosekultur og kongemosekultur
- I slutningen af ældre stenalder steg temperaturen og havet, og Danmark blev dækket af tæt skov – herfra kendes ertebøllekulturen kendt fra en række kystbopladser.

Rensdyrjægerkulturerne antages at have haft en livsform, der minder om nutidige rensdyrjægere – med faste vinterbopladser syd for Danmark, men rejsende med telte om sommeren for at kunne følge rensdyrflokkene. Senere kulturer antages at have været mere bofaste – men dog stadig meget mobile; dels kender man ikke rigtigt spor af bygninger fra perioden, dels havde skovjægerkulturerne formentlig også behov for at kunne flytte bopladserne, når klimaet og dermed vegetationen og byttedyrenes placering ændrede sig. Alligevel ser man i perioden en tendens mod stadig mere omfattende bopladser, hvilket man har tolket som større bofasthed.

## eksterne henvisninger
- Læs mere om Jægerstenalder på danskhistorie.dk

Tidsnavigation:
| Geologisk periode:       | ← Kvartær          | ← Kvartær          | ← Kvartær          | ← Kvartær          | ← Kvartær                                         | ← Kvartær                                         | ← Kvartær                                         | ← Kvartær                                         | ← Kvartær                                         |
| Subepoke/epoke:          | ← Sen Pleistocæn   | ← Sen Pleistocæn   | ← Sen Pleistocæn   | ← Sen Pleistocæn   | Holocæn →                                         | Holocæn →                                         | Holocæn →                                         | Holocæn →                                         | Holocæn →                                         |
| Istid:                   | Sen Weichsel-istid | Sen Weichsel-istid | Sen Weichsel-istid | Sen Weichsel-istid | Flandern-mellemistid (den aktuelle mellemistid) → | Flandern-mellemistid (den aktuelle mellemistid) → | Flandern-mellemistid (den aktuelle mellemistid) → | Flandern-mellemistid (den aktuelle mellemistid) → | Flandern-mellemistid (den aktuelle mellemistid) → |
| Kronozone:               | Ældste dryas       | Bøllingtid         | Allerødtid         | Yngre dryas        | Præboreal tid                                     | Boreal tid                                        | Atlantisk tid                                     | Subboreal tid                                     | Subboreal tid                                     |
| Kulturhistorisk periode: |                    | Jægerstenalder     | Jægerstenalder     | Jægerstenalder     | Jægerstenalder                                    | Jægerstenalder                                    | Jægerstenalder                                    | Bondestenalder                                    | Bronzealder                                       |
| Kulturhistorisk periode: | Ældste stenalder   | Ældste stenalder   | Ældste stenalder   | Ældre stenalder    | Ældre stenalder                                   | Ældre stenalder                                   | Yngre stenalder                                   |                                                   | Bronzealder                                       |